# 拾町野村
拾町野村（じゅっちょうのむら）は、愛知県中島郡にかつてあった村。
現在の稲沢市祖父江町拾町野に該当する。
明治時代初期、岐阜県中島郡から愛知県中島郡へ編入されている。

## 歴史
- 中島郡長岡庄大須郷[1]
- 1887年（明治20年） - 岐阜県中島郡から愛知県中島郡に編入される。
- 1889年（明治22年）10月1日 - 町村制により、拾町野村が発足。馬飼村、神明津村、四貫村、西鵜之本村と組合村を結成[2]。組合村役場を馬飼村に設置[3]。
- 1906年（明治39年）5月10日 - 神明津村、四貫村、西鵜之本村、馬飼村と合併し、長岡村発足。同日拾町野村は廃止。